# Józefa Ciesielska
Józefa Ciesielska z domu Staniszewska (ur. 6 marca 1912 w Królewcu, zm. 3 sierpnia 2023) – polska superstulatka będąca jednocześnie najstarszą żyjącą Polką.

## Życiorys
Urodziła się 6 marca 1912 roku w Królewcu koło Witkowa na terenie Wielkopolski jako córka Katarzyny i Wojciecha Staniszewskich. Związek małżeński zawarła w czerwcu 1945 roku w Niechanowie ze Stefanem Ciesielskim. Józefa i Stefan doczekali się dwóch synów Franciszka i Lucjana.
W marcu 2022 po śmierci Joanny Lipińskiej z Wronek, została najstarszą mieszkanką Wielkopolski. 6 marca tego samego roku obchodziła 110 urodziny.
6 marca 2023 obchodziła 111. urodziny i z tej okazji odwiedzili ją przedstawiciele władz lokalnych. Była najstarszą żyjącą Polką.
Zmarła 3 sierpnia 2023 roku, a cztery dni później spoczęła na cmentarzu w Grzybkowie.